# 第25次長期滞在
第25次長期滞在（だい25じちょうきたいざい、Expedition 25）は、国際宇宙ステーションへの25回目の長期滞在である。

## 乗組員
| 職務                | 第1期 (2010年9月)                             | 第2期 (2010年10月-11月)                       |
| ------------------- | --------------------------------------------- | --------------------------------------------- |
| 船長                | ダグラス・ウィーロック, NASA （2度目の飛行）  | ダグラス・ウィーロック, NASA （2度目の飛行）  |
| フライトエンジニア1 | シャノン・ウォーカー, NASA （初飛行）         | シャノン・ウォーカー, NASA （初飛行）         |
| フライトエンジニア2 | フョードル・ユールチキン, RSA （3度目の飛行） | フョードル・ユールチキン, RSA （3度目の飛行） |
| フライトエンジニア3 |                                               | スコット・ケリー, NASA （3度目の飛行）        |
| フライトエンジニア4 |                                               | アレクサンドル・カレリ, RSA （5度目の飛行）   |
| フライトエンジニア5 |                                               | オレグ・スクリポチカ, RSA （初飛行）          |

### バックアップ
- アンドレイ・ボリシェンコ　船長
- パオロ・ネスポリ
- キャスリン・コールマン
- アナトリー・イヴァニシン
- セルゲイ・レヴィン
- ロナルド・ギャレン